# Зъболекарят
„Зъболекарят“ (на английски: The Dentist) е американски филм на ужасите от 1996 година на режисьора Браян Юзна, по сценарий на Денис Паоли, Стюарт Гордън и Чарлс Финч, с участието на Корбин Бернсен, Линда Хофман и Кен Форее. Последван е с продължение – „Зъболекарят 2“ (1998).

## В България
| Озвучаващи артисти | Ани Василева Христина Ибришимова Даниела Йорданова Васил Бинев Борис Чернев |
| Преводач           | Бисер Пачев                                                                 |
| Тонрежисьор        | Тони Тодоров                                                                |